# Valleruela de Pedraza
Valleruela de Pedraza es un municipio de España, en la provincia de Segovia, comunidad autónoma de Castilla y León. Tiene una superficie de 9,7 km².

## Geografía

### Núcleos de población
- Valleruela de Pedraza
- Berzal
- Tejadilla, llamada hasta el siglo XIX Tejadilla de Abajo

#### Despoblados
- Llegó a existir Tejadilla de Arriba, a 800 m al SO, dejó de estar habitada en el siglo XIX[1][2][3]
- La Anduela, también desaparecida[4]

### Límites municipales

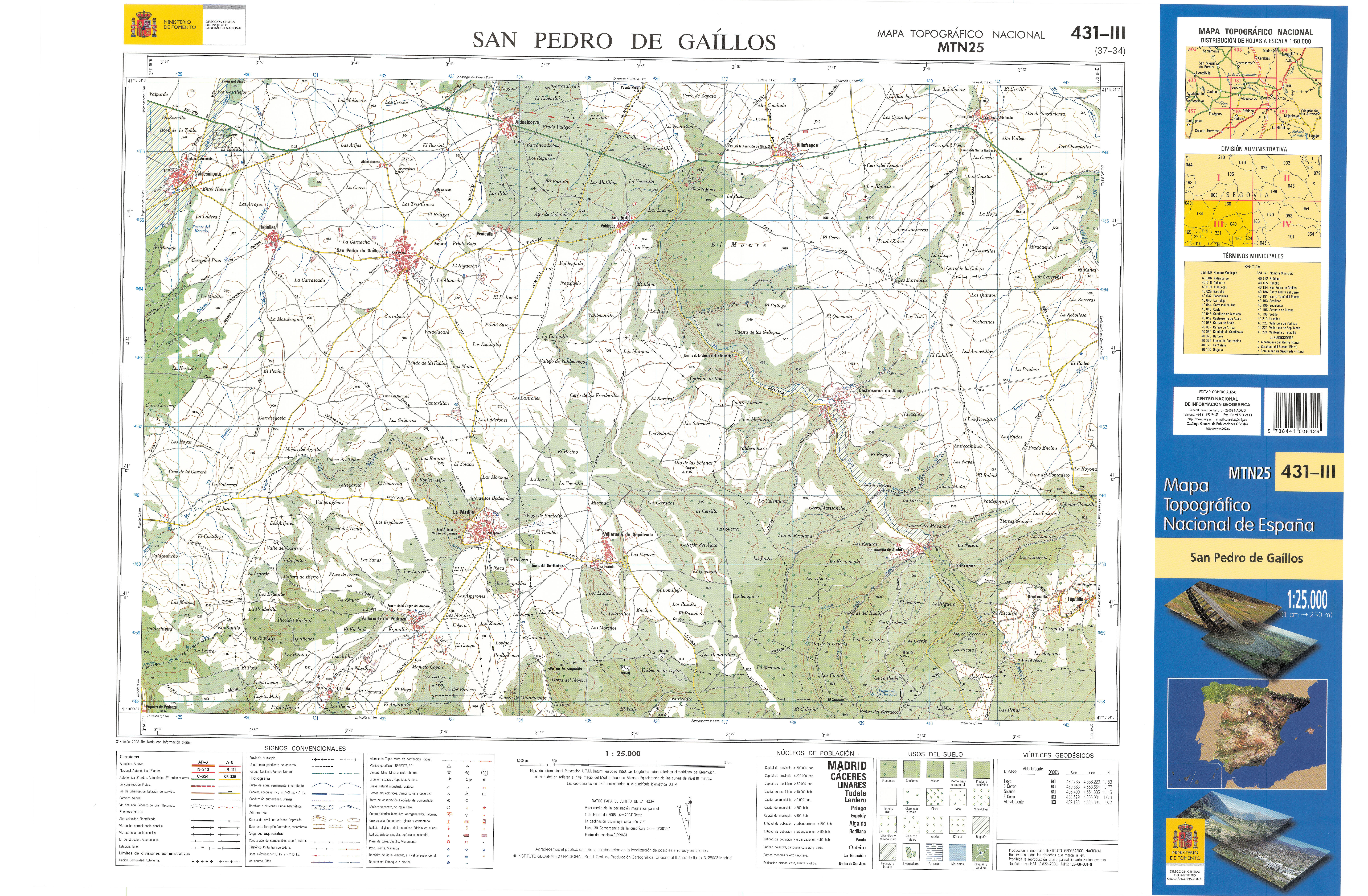
Fragmento de la hoja 431 del Mapa Topográfico Nacional de España de 2008 en el que se representa parte de Valleruela de Pedraza

| Noroeste: Rebollo                                     | Norte: La Matilla | Noreste: La Matilla |
| Oeste: Arahuetes                                      |                   | Este: La Matilla    |
| Suroeste: Pedraza, enclave de Montecillo (La Matilla) | Sur: Orejana      | Sureste: Orejana    |

## Historia
En 1247 es citada por primera vez como Vallarivela, y en el siglo XVI adoptó su nombre actual.
Pertenece a la Comunidad de villa y tierra de Pedraza, por lo que en el siglo XIX su nombre adoptó el sufijo de Pedraza.

## Geografía humana

### Demografía
Cuenta con una población de 65 habitantes (INE 2024).
| Gráfica de evolución demográfica de Valleruela de Pedraza entre 1842 y 2021 |
| |
| Población de derecho según los censos de población del INE Población de hecho según los censos de población del INEEntre el censo de 1857 y el anterior, disminuye el término del municipio porque independiza a 40125 (La Matilla) |

| 75            | 78 | 64 | 67 | 88 | 77 | 83 | 84 | 77 | 73 | 73 | 68 | 79 |
| (Fuente: INE) |    |    |    |    |    |    |    |    |    |    |    |    |

Su demografía está bastante envejecida pero en cambio en verano y más exactamente en agosto se reúnen una gran cantidad de jóvenes.

## Administración y política
| Periodo   | Nombre                        | Partido   |
| --------- | ----------------------------- | --------- |
| 1979-1983 | Florencio Álvaro Velasco      | UCD       |
| 1983-1987 | Tomás Moreno Huertas          | AP-PDP-UL |
| 1987-1991 | José Daniel Miguel Bahamontes | PSOE      |
| 1991-1995 | Gregorio Enebral Álvaro       | PP        |
| 1995-1999 | Gregorio Enebral Álvaro       | PP        |
| 1999-2003 | Gregorio Enebral Álvaro       | PP        |
| 2003-2007 | Gregorio Enebral Álvaro       | PP        |
| 2007-2011 | Gregorio Enebral Álvaro       | PP        |
| 2011-2015 | Gregorio Enebral Álvaro       | PP        |
| 2015-2019 | Gregorio Enebral Álvaro       | PP        |
| 2019-2023 | Gregorio Enebral Álvaro       | PP        |
| 2023-act. | Inmaculada Sanz Antoranz      | AVDP      |

## Cultura

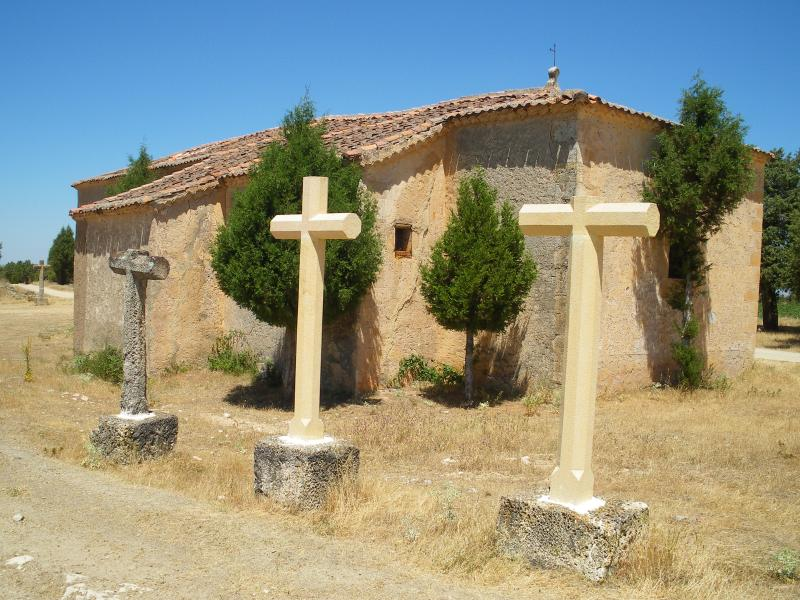
Ermita de la Virgen del Amparo

### Patrimonio
- Iglesia parroquial románica de San Cristóbal;
- Ermita de Nuestra Señora del Amparo, a las afueras del pueblo;
- Antigua fragua;

### Fiestas
- San Cristóbal, el 10 de julio;
- La Virgen del Amparo, el 9 de septiembre, con una romería popular acompañando a la Virgen del Amparo de la Iglesia a la ermita.[7]
- Corpus Christi, en el mes de junio, retorno de la la Virgen del Amparo de la ermita a la iglesia.